# Bernard Thériault
Bernard Thériault (Caraquet, 12 novembre 1955 - ) est un historien et homme politique acadien.
Après des études secondaires à la polyvalente Louis-Mailloux de Caraquet, M. Thériault complète un baccalauréat en arts à l'Université de Moncton puis un certificat en administration de musée de l’École internationale de Bordeaux en 1982. Il trouve un emploi comme historien et curateur en chef  du Village historique acadien. Il est impliqué dans plusieurs organismes à vocation communautaire dans la péninsule acadienne, dont le Festival acadien de Caraquet, le Théâtre populaire d'Acadie, la Chambre de commerce de Caraquet, en plus de siéger au Conseil d'administration du quotidien L'Acadie Nouvelle.
Élu député de Caraquet lors du balayage des libéraux de Frank McKenna à l'élection générale provinciale de 1987, M. Thériault préside un comité de l'Assemblée législative chargé de trouver une position dans le dossier de l'Accord du lac Meech qui tienne compte des réserves du nouveau gouvernement. Après plusieurs tergiversations, le comité recommandera finalement au gouvernement d'entériner l'entente constitutionnelle au printemps de 1990.
Réélu à trois reprises — en 1991, 1995 et 1999 —, M. Thériault accède au Cabinet le 27 avril 1994, en tant que ministre des Pêches, un poste qu'il occupe pendant trois ans. Il est muté au ministère des Affaires intergouvernementales et autochtones le 21 juillet 1997 un poste qu'il occupera jusqu'à la défaite des libéraux de Camille Thériault lors de l'élection générale de 1999. Il occupera également le poste de ministre de l'Éducation pendant trois mois, en 1998.
Peu près son départ de la vie politique provinciale, il se porte candidat libéral à l'élection fédérale de 2000 dans la circonscription d'Acadie—Bathurst, où il est défait par le député sortant Yvon Godin, du NPD.
Thériault réoriente alors sa carrière et accède à la fonction publique fédérale. Il travaille au ministère des Pêches et Océans à Moncton, où il occupe différents postes, dont un passage en tant que conseiller spécial du ministre sur les questions autochtones et directeur des pêches autochtones pour la région du golfe Saint-Laurent. Sa nomination sera contestée par un collègue. Après enquête. elle sera néanmoins confirmée en appel à la Commission de la fonction publique du Canada. 
Le premier ministre libéral du Nouveau-Brunswick, Shawn Graham le nomme au poste de chef de cabinet peu après son élection en 2006. 
Il a été élu maire de la ville de Caraquet à l'élection du 10 mai 2021 pour un mandat de quatre ans.
Il a été élu par acclamation le 28 octobre 2022  maire de la nouvelle ville de Caraquet (en vigueur le 1er janvier 2023), nouvelle entité issue de la réforme des gouvernements municipaux du Nouveau-Brunswick, comprenant les anciennes unités de Caraquet, Bas-Caraquet, Saint-Simon, Pokesudie, Village-Blanchard, Évangéline, ainsi que des éléments des anciennes entités de  Pokemouche (75%), Maltempec (15 %), Paroisse de Caraquet (80 %) et  Landry Office (55 %).
Il a été nommé en mai 2024 Président de la Commission les lieux et monuments historiques du Canada

## Œuvres
- Clarence LeBreton et Bernard Thériault, Caraquet, 1961-1981 : du plus long village du monde à la plus longue rue des Maritimes, Caraquet, 1981, 106 p.

- Bernard Thériault, La Taverne Poirier, Caraquet, 1976, 39 p.

- Bernard Thériault, Les Robin : présence jersiaise en Acadie, Caraquet, 1975, 60 p.

- Bernard Thériault, La Compagnie Charles Robin à Caraquet, Les Cahiers, Société historique acadienne, mars 2010, 4-37 p.